# Nicolas Andry de Boisregard
Nicholas Andry de Boisregard (Lyon; 1658-París; 13 de mayo de 1742), médico, y parasitólogo francés. 
En 1741 publica su libro para padres: Orthopédie, ou l'Art de prévenir et de corriger dans les enfants les difformités du corps "Ortopedia, o el arte de prevenir y de corregir las deformaciones de los niños". Así él creó el término y la disciplina ortopedia, de las palabras griegas orthós "derecho, erguido; justamente" y paideía "educación; ejercicio". Andry se ha ganado también el sobrenombre "doctor gusano" o también "Padre de la Parasitología". Se casó tres veces; con su tercera esposa tuvo una hija.
Doctor en medicina, profesor adjunto y Decano de la Facultad de París fue el primero en utilizar el término Ortopedia. Sin embargo, el término original no tenía ninguna relación con la cirugía, es más, Andry fue un anti-cirujano que obtuvo la abolición de los privilegios de los cirujanos en 1724, colocándolos bajo la autoridad de la Facultad de Medicina. La palabra Ortopedia fue concebida como una actividad preventiva o remedio casero, con intención de mejorar deformidades de los niños. En 1741, publicó un famoso libro llamado "Orthopaedia: o el Arte de Corregir y Prevenir Deformidades en Niños por métodos que pueden ser fácilmente aplicados por los mismos padres y los encargados de la educación de los niños". Ortopedia deriva de las palabras griegas derecho y niño. También se debe a Andry el emblema que hoy define a la Cirugía Ortopédica: el joven árbol torcido cuya deformidad se intenta corregir mediante una guía externa. Andry pensaba que las deformidades esqueléticas se debían a defectos posturales y retracciones musculares. La contribución de Andry a la especialidad sin embargo fue más bien pobre, y muchos historiadores consideran que su único aporte fue el término ortopedia y el emblema. Por otro lado, Nicolas Andry tuvo importancia al relacionar por primera vez el ejercicio con el sistema locomotor, de una manera científica. Escribe una tesis en 1723 comentando si es el ejercicio moderado el mejor método para conservar la salud.

## Obra
- Panégyrique de l'empereur Théodose, prononcé à Rome par Pacat, traducido del latín al francés. 1687
- Sentiments de Cléarque sur les Dialogues d'Eudoxe et de Philanthe et sur les Lettres à une dame de province. 1688
- Réflexions sur l'usage présent de la langue française ou Remarques nouvelles et critiques touchant la politesse du langage (2 vols. 1689). Reeditado : France-Expansion, Paris, 1972Texto en línea
- Suite des Réflexions critiques sur l'usage présent de la langue françoise. 1693
- De la Génération des vers dans le corps de l'homme par Me Nicolas Andry. Avec trois lettres écrites à l'auteur sur le sujet des vers, les deux premières d'Amsterdam, par M. Nicolas Hartsoeker, et l'autre de Rome, par M. Georges Bagliv (1700)
- Remarques de médecine sur différents sujets, principalement sur ce qui regarde la saignée, la purgation et la boisson. 1710
- Le Régime du Carême considéré par rapport à la nature du corps et des aliments. 1710
- Vers solitaires et autres de diverses espèces, dont il est traité dans le livre De la Génération des vers, représentés en plusieurs planches, ensemble plusieurs remarques importantes sur ce sujet (1718) Texto onlinea
- Examen de divers points d'anatomie, de chirurgie, de physique, de médecine, etc., par Me Nicolas Andry au sujet de deux Lettres plaintives à lui écrites par un chirurgien de Paris, touchant l'exposé qu'on a fait dans le Journal des Sçavans de quelques-unes des fautes d'un traité de ce chirurgien sur les maladies des os. 1725
- Remarques de chimie, touchant la préparation de différents remèdes usités dans la pratique de la médecine. 1735
- 'Orthopédie, ou l'Art de prévenir et de corriger dans les enfants les difformités du corps. 2 vols. 1741
- Le Thé de l'Europe, ou les Propriétés de la véronique, tirées des observations des meilleurs auteurs et surtout de celles de M. Francus, médecin allemand. 1712